# Microelectronica MMN80

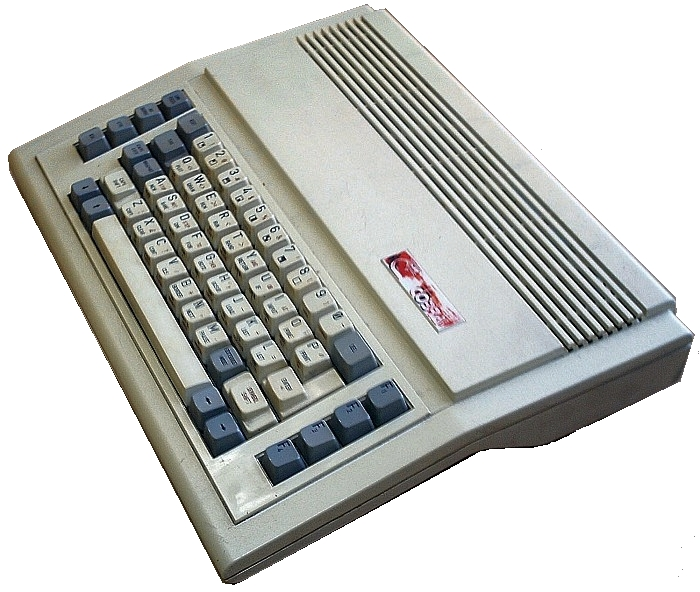
Roemeense 8 bit-computer COBra.

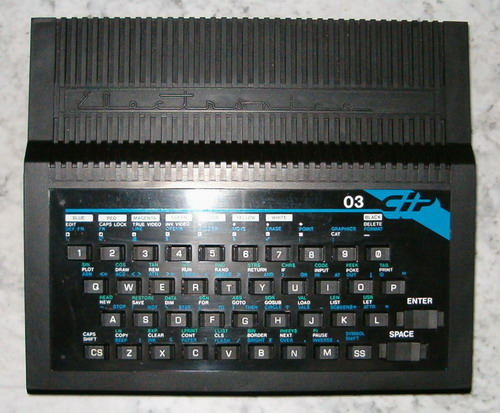
8 bit-CIP-03 computer.

De MMN80 was een singlecore-microprocessor van het Roemeense Microelectronica en compatibel met de door Zilog ontwikkelde Z80-processor. De MMN80 werd in meerdere homecomputers uit het voormalige Oostblok toegepast en had een kloksnelheid van 2,5 MHz tot 3,5 MHz. De processor werd geproduceerd in de jaren 80 bij Microelectronica Boekarest voor Roemeense 8 bit-computers zoals HC, CIP, JET, TIM-S en CoBra.